# Black Knights Rho
I Black Knights Rho sono stati una squadra di football americano di Rho.

## Dettaglio stagioni

### Tornei nazionali

#### Campionato

##### Serie A
| Stagione | regular season | regular season | regular season | regular season | regular season | regular season | playoff | playoff | playoff | playoff | playoff | playoff   | playoff    |
|          | Vin            | Par            | Per            | Tot            | PF             | PS             | Vin     | Per     | Tot     | PF      | PS      | risultato | avversaria |
| -------- | -------------- | -------------- | -------------- | -------------- | -------------- | -------------- | ------- | ------- | ------- | ------- | ------- | --------- | ---------- |
| 1985     | 0              | 1              | 11             | 12             | 58             | 377            | -       | -       | -       | -       | -       | -         | -          |
| Totale   | 0              | 1              | 11             | 12             | 58             | 377            |         |         |         |         |         |           |            |

Fonte: Enciclopedia del Football - A cura di Roberto Mezzetti

##### Serie A2/Serie B (secondo livello)
| Stagione | regular season | regular season | regular season | regular season | regular season | regular season | playoff | playoff | playoff | playoff | playoff | playoff                 | playoff             |
|          | Vin            | Par            | Per            | Tot            | PF             | PS             | Vin     | Per     | Tot     | PF      | PS      | risultato               | avversaria          |
| -------- | -------------- | -------------- | -------------- | -------------- | -------------- | -------------- | ------- | ------- | ------- | ------- | ------- | ----------------------- | ------------------- |
| 1984     | 7              | 1              | 2              | 10             | 200            | 102            | -       | -       | -       | -       | -       | -                       | -                   |
| 1986     | 7              | 1              | 2              | 10             | 153            | 73             | -       | -       | -       | -       | -       | -                       | -                   |
| 1987     | 7              | 0              | 3              | 10             | 151            | 56             | 2       | 0       | 2       | 24      | 7       | Co-Campioni             | Cinghiali Piacenza  |
| 1988     | 6              | 0              | 2              | 8              | 180            | 77             | 0       | 1       | 1       | 9       | 34      | Trentaduesimi di finale | Blackhawks Cernusco |
| 1989     | 7              | 0              | 1              | 8              | 174            | 85             | 1       | 1       | 2       | 48      | 64      | Sedicesimi di finale    | Phoenix San Lazzaro |
| Totale   | 34             | 2              | 10             | 46             | 858            | 393            | 3       | 2       | 5       | 81      | 105     |                         |                     |

Fonte: Enciclopedia del Football - A cura di Roberto Mezzetti

##### Serie B (terzo livello)
| Stagione | regular season | regular season | regular season | regular season | regular season | regular season | playoff | playoff | playoff | playoff | playoff | playoff       | playoff                   |
|          | Vin            | Par            | Per            | Tot            | PF             | PS             | Vin     | Per     | Tot     | PF      | PS      | risultato     | avversaria                |
| -------- | -------------- | -------------- | -------------- | -------------- | -------------- | -------------- | ------- | ------- | ------- | ------- | ------- | ------------- | ------------------------- |
| 1991     | 9              | 0              | 1              | 10             | 184            | 54             | 1       | 1       | 2       | 16      | 36      | Secondo turno | AFT Parma                 |
| 1992     | 7              | 0              | 1              | 8              | 144            | 30             | 1       | 1       | 2       | 34      | 20      | Semifinale    | Squali Golfo del Tigullio |
| Totale   | 16             | 0              | 2              | 18             | 328            | 84             | 2       | 2       | 4       | 50      | 56      |               |                           |

Fonte: Enciclopedia del Football - A cura di Roberto Mezzetti

#### Altri tornei
| Stagione | regular season | regular season | regular season | regular season | regular season | regular season | playoff | playoff | playoff | playoff | playoff | playoff   | playoff         |
|          | Vin            | Par            | Per            | Tot            | PF             | PS             | Vin     | Per     | Tot     | PF      | PS      | risultato | avversaria      |
| -------- | -------------- | -------------- | -------------- | -------------- | -------------- | -------------- | ------- | ------- | ------- | ------- | ------- | --------- | --------------- |
| SI 1984  | -              | -              | -              | -              | -              | -              | 2       | 0       | 2       | 66      | 0       | Campioni  | Vikings Bollate |
| Totale   |                |                |                |                |                |                | 2       | 0       | 2       | 66      | 0       |           |                 |

Fonte: Enciclopedia del Football - A cura di Roberto Mezzetti

### Tornei giovanili

#### Under-20
| Stagione | regular season | regular season | regular season | regular season | regular season | regular season | playoff | playoff | playoff | playoff | playoff | playoff   | playoff    |
|          | Vin            | Par            | Per            | Tot            | PF             | PS             | Vin     | Per     | Tot     | PF      | PS      | risultato | avversaria |
| -------- | -------------- | -------------- | -------------- | -------------- | -------------- | -------------- | ------- | ------- | ------- | ------- | ------- | --------- | ---------- |
| 1987     | 0              | 0              | 4              | 4              | 36             | 95             | -       | -       | -       | -       | -       | -         | -          |
| Totale   | 0              | 0              | 4              | 4              | 36             | 95             |         |         |         |         |         |           |            |

Fonte: Enciclopedia del Football - A cura di Roberto Mezzetti

### Riepilogo fasi finali disputate
| Anno | Luogo                 | Evento                   | Fase del torneo         | Incontro                                      | Risultato |
| 1984 | Rho                   | Settimana Internazionale | Finale                  | Black Knights Rho - Vikings Bollate           | 22 - 0    |
| 1987 | Piacenza              | Serie B                  | Secondo turno playoff   | Cinghiali Piacenza - Black Knights Rho        | 0 - 6     |
| 1988 | Cernusco sul Naviglio | Superbowl                | Trentaduesimi di finale | Blackhawks Cernusco - Black Knights Rho       | 34 - 9    |
| 1989 | Rho                   | Superbowl                | Sedicesimi di finale    | Black Knights Rho - Phoenix San Lazzaro       | 27 - 44   |
| 1991 | ?                     | Serie B                  | Secondo turno playoff   | Aft Parma - Black Knights Rho                 | 36 - 7    |
| 1992 | ?                     | B Bowl                   | Semifinale              | Squali Golfo del Tigullio - Black Knights Rho | 14 - 10   |